# Santa Marta del Cerro
Santa Marta del Cerro es un municipio de España, en la provincia de Segovia, comunidad autónoma de Castilla y León. Tiene una superficie de 14,85 km² con una población de 49 habitantes (INE 2024).

## Geografía

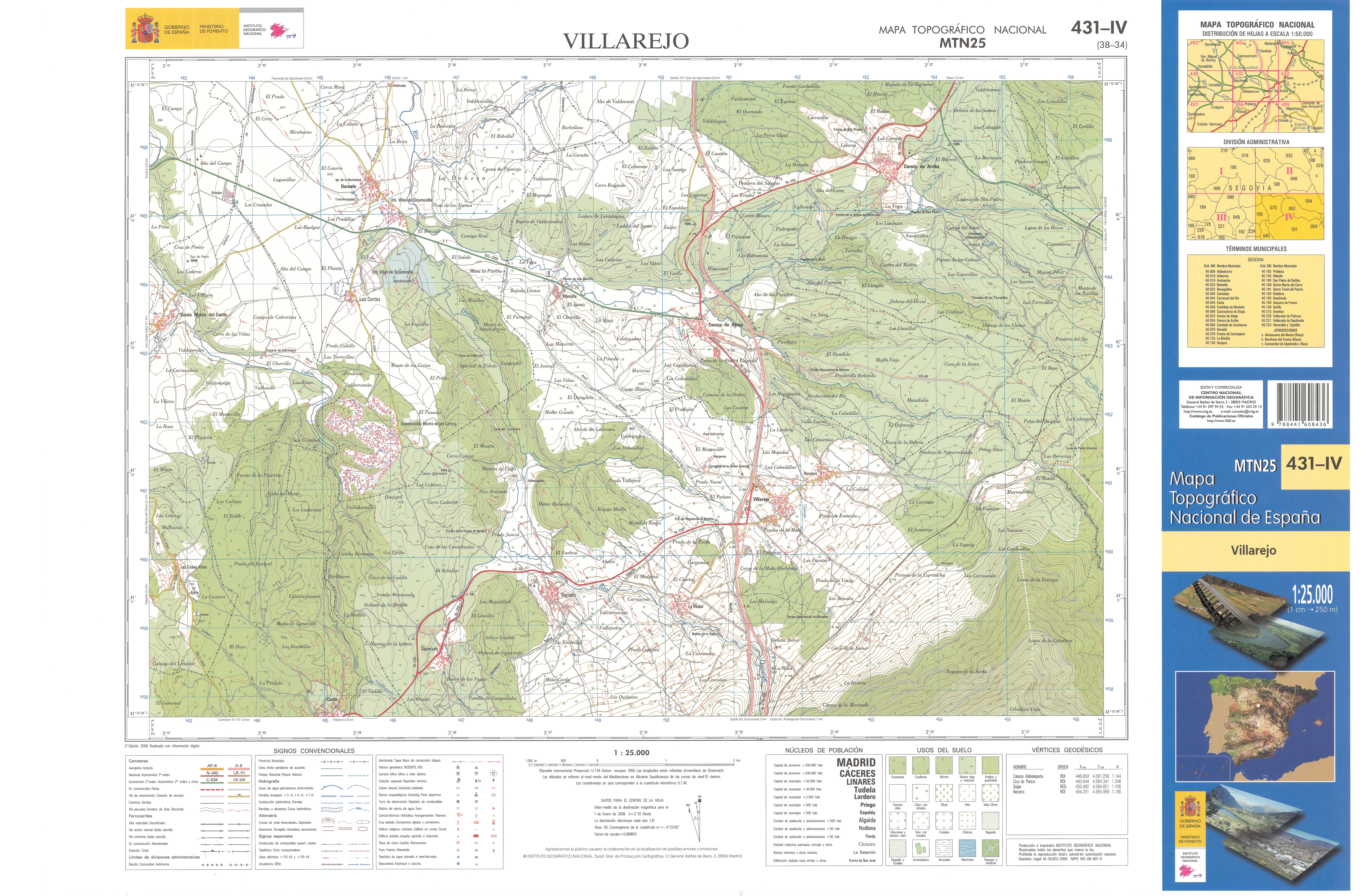
Fragmento de la hoja 431 del Mapa Topográfico Nacional de España de 2008 en el que se representa parte de Santa Marta del Cerro

| Noroeste: Sepúlveda         | Norte: Sepúlveda            | Noreste: Duruelo               |
| Oeste: Castroserna de Abajo |                             | Este: Duruelo                  |
| Suroeste: Prádena           | Sur: Ventosilla y Tejadilla | Sureste: Santo Tomé del Puerto |

## Historia
El territorio es repoblado durante la reconquista por la Comunidad de villa y tierra de Sepúlveda, quedando encuadrado el pueblo dentro del Ochavo de Prádena.
Hasta la reforma de la nomenclatura municipal de 1916 el municipio se llamaba simplemente Santa Marta. En dicha fecha su nombre fue modificado por el de Santa Marta del Cerro.

## Geografía humana

### Demografía
Cuenta con una población de 49 habitantes (INE 2024).
| Gráfica de evolución demográfica de Santa Marta del Cerro entre 1842 y 2021 |
| |
| Población de derecho según los censos de población del INE Población de hecho según los censos de población del INEEn estos censos se denominaba Santa Marta: 1842, 1857, 1860, 1877, 1887, 1897, 1900 y 1910 |

## Administración y política
| Periodo   | Nombre                   | Partido | Partido   |
| --------- | ------------------------ | ------- | --------- |
| 1979-1983 | José Morato Burgos       |         | UCD       |
| 1983-1987 | José Morato Burgos       |         | AP-PDP-UL |
| 1987-1991 | José Morato Burgos       |         | PDP       |
| 1991-1995 | José Morato Burgos       |         | PP        |
| 1995-1999 | José Morato Burgos       |         | PP        |
| 1999-2003 | José Morato Burgos       |         | PP        |
| 2003-2007 | José Morato Burgos       |         | PP        |
| 2007-2011 | José Morato Burgos       |         | PP        |
| 2011-2015 | José Morato Burgos       |         | PP        |
| 2015-2019 | José Morato Burgos       |         | PP        |
| 2019-2023 | Andrés Burgos García     |         | PP        |
| 2023-act. | Eutiquiano Benito García |         | PP        |

## Monumentos y lugares de interés
El municipio cuenta con una iglesia de origen románico, de una sola nave, cabecera rematada en ábside y dos portadas, una opuesta a este y otra al sur. La construcción original ha quedado modificada por la adición de la torre, de la sacristía y entrada sur, que posiblemente fue una galería porticada y ahora está cerrada.
La portada meridional cuenta con tres arquivoltas, apoyadas en jambas y en capiteles de motivos vegetales. El ábside, decorado abundantemente en sus canecillos algo rústicos, que muestran gran variedad de motivos: personajes de la época, aves, serpientes, etc, cuenta con una única ventana, decorada con capiteles.